# Chlorotachina nigrocaerulea
Chlorotachina nigrocaerulea là một loài ruồi trong họ Tachinidae.